# Ara Dinkjian
Ara Dinkjian (orm.: Արա Տինքճեան) (ur. 18 czerwca 1958 w New Jersey) – muzyk pochodzenia ormiańsko-amerykańskiego. Multiinstrumentalista, autor tekstów. Założyciel zespołu Night Ark (1986). Jest uważany za jednego z najlepszych wykonawców na oud. Reprezentował Ormian na międzynarodowych festiwalach oud w Jerozolimie (Izrael) i Salonikach (Grecja). Jego utwór "Dinata Dinata" został wykonany podczas zamknięcia Letnich Igrzysk Olimpijskich w Atenach w 2004 roku. Kompozycje Ary zostały zarejestrowane w trzynastu różnych językach i zostały wykorzystane m.in. przez: Eleftheria Arvanitaki i Aksu Sezen, a także przez tureckich wykonawców, takich jak: Gülşen, Kibariye, Mine Koşan, Ahmet Kaya, Coşkun Sabah, Burcu Güneş.